# Główny Komitet Kultury Fizycznej i Sportu
Główny Komitet Kultury Fizycznej i Sportu – centralny organ administracji rządowej utworzony  w 1978 r., w miejsce zniesionego  Głównego Komitetu Kultury Fizycznej i Turystyki. Swoją siedzibę miał w Warszawie i nadzorowany był przez Prezesa Rady Ministrów. W 1985 r.  GKKFiS i Główny Komitet Turystyki zostały scalone w Główny Komitet Kultury Fizycznej i Turystyki.
Współcześnie funkcje te pełni Departament Sportu dla Wszystkich w Ministerstwie Sportu i Turystyki.

## Zakres działania Komitetu
Do zakresu działania Komitetu należały sprawy upowszechniania i rozwoju kultury fizycznej, rozmieszczenia, rozbudowy i wykorzystania obiektów sportowych oraz programowanie, koordynacja i kontrola działalności w tych dziedzinach. Komitet udzielał pomocy w rozwijaniu społecznych form działalności w dziedzinie kultury fizycznej.
Komitet w szczególności:
- inicjował działania organów administracji państwowej, organizacji społecznych i spółdzielczych w dziedzinie kultury fizycznej,
- ustalał programy rozwoju koordynowania działalności i dokonuje analiz tej działalności,
- opracowywał i przedstawiał Radzie Ministrów wnioski w sprawach dotyczących ustalania kierunków polityki Państwa w dziedzinie kultury fizycznej,
- opiniował projekty planów społeczno-gospodarczych oraz planów zagospodarowania przestrzennego z punktu widzenia potrzeb kultury fizycznej,
- prowadził kształcenie i doskonalenie kadr w dziedzinie kultury fizycznej oraz ustalał zasady polityki kadrowej,
- opiniował projekty planów rozwoju nauki i techniki w zakresie potrzeb kultury fizycznej,
- ustalał zasady współpracy z zagranicą w dziedzinie kultury fizycznej,
- opiniował celowość tworzenia i zakres działania poszczególnych organizacji państwowych, społecznych i spółdzielczych w dziedzinie kultury fizycznej.

## Skład Komitetu
W skład Komitetu wchodzili:
- przewodniczący,
- zastępcy przewodniczącego,
- członkowie.

Przewodniczącego Komitetu, jego zastępców oraz członków Komitetu powoływał i odwoływał Prezes Rady Ministrów.